# Euphyia euphileta
Euphyia euphileta är en fjärilsart som beskrevs av Turner 1907. Euphyia euphileta ingår i släktet Euphyia och familjen mätare. Inga underarter finns listade i Catalogue of Life.